# ماندار (داکوتای شمالی)
ماندار(به انگلیسی: Mandaree) شهری در ایالت داکوتای شمالی کشور ایالات متحده آمریکا است که جمعیت آن در سرشماری سال ۲۰۱۰ میلادی، ۵۹۶ نفر بوده‌است.